# Liste der Naturdenkmale in Neustetten
| Naturdenkmale | Anzahl |
| ------------- | ------ |
| FND           | 1      |
| END           | 5      |
| Gesamt        | 6      |

Die Liste der Naturdenkmale in Neustetten nennt die verordneten Naturdenkmale (ND) der im baden-württembergischen Landkreis Tübingen liegenden Gemeinde Neustetten. In Neustetten gibt es insgesamt sechs als Naturdenkmal geschützte Objekte, davon ein flächenhaftes Naturdenkmal (FND) und fünf Einzelgebilde-Naturdenkmale (END).
Stand: 1. November 2016.

## Flächenhafte Naturdenkmale (FND)
| Name                     | Bild | Kennung     | Einzelheiten | Position | Fläche Hektar | Datum         |
| ------------------------ | ---- | ----------- | ------------ | -------- | ------------- | ------------- |
| Erdfall Küblersloch      |      | 84160490232 | Neustetten   | ⊙        | 0,2           | 24. Aug. 1938 |
| Legende für Naturdenkmal |      |             |              |          |               |               |

## Einzelgebilde (END)
| Name                              | Bild | Kennung     | Einzelheiten | Position | Fläche Hektar | Datum         |
| --------------------------------- | ---- | ----------- | ------------ | -------- | ------------- | ------------- |
| 1 Linde am Eselssteig             | BW   | 84160490220 | Neustetten   | ⊙        | 0,0           | 18. Jan. 1937 |
| 1 Linde beim Friedhof             | BW   | 84160490231 | Neustetten   | ⊙        | 0,0           | 7. Sep. 1938  |
| 1 Linde, „Lindele bei der Kirche“ | BW   | 84160490240 | Neustetten   | ⊙        | 0,0           | 16. Apr. 1985 |
| 1 Linde                           | BW   | 84160490230 | Neustetten   | ⊙        | 0,0           | 18. Jan. 1937 |
| 1 Stieleiche                      | BW   | 84160490241 | Neustetten   | ⊙        | 0,0           | 16. Apr. 1985 |
| Legende für Naturdenkmal          |      |             |              |          |               |               |